# 金井南龍
金井 南龍（かない なんりゅう、1917年6月5日 - 1989年2月27日）は、日本の宗教家、易者、治療師、画家。「神理研究会」創設者で、月刊誌『さすら』の編集発行人。本名、金井三吉。筆名、金井久蜘蛛（くくも）。「一人一宗」を提唱した。

## 来歴
1917年（大正6年）、群馬県北甘楽郡福島町星田（現・富岡市）に生まれる。父・谷五郎は福島町の町長だった。生まれつき霊能があり、日常的に神霊との交流があったという。20歳で近衛師団に召集され、皇居や御用邸の警備にあたる。22歳で満州に出征。ノモンハンの戦闘（1939年）に参加したが、途中で肺結核に罹患し兵役免除となる。
1947年（昭和22年）、30歳で自動車販売会社を興す。しかしそれを人に譲り、宗教的活動をはじめる。1955年から1969年にかけて全国29か所の霊山霊場を巡り、富士山を中心とする結界（富士五十鈴）を構築したという。この間、神職の資格をとり、易占、医業類似行為などを生業とする。週刊誌に占いコーナーを連載していたこともある。1965年から、同行者を連れて滝行をはじめ「滝の行者」の異名を得る。
1970年（昭和45年）、「神理研究会」を創立（53歳）。以降、その機関誌『さすら』誌上で、一人一宗（いちにんいっしゅう）、白山神界、菊理姫、伊勢五十鈴フトマニ・クシロ、富士真柱神、ハハノミタマ、御蠱の蠱神（みまじのこがみ）などについて、みずからの霊的体験にもとづく言説を展開した。四柱推命と姓名判断を組み合わせた「四柱姓名」による占例も掲載。
同誌はまた、文献目録の作成、稀覯資料の発掘・公開にも尽力する。とくに、1974年～75年、旧事本紀大成経をはじめ、大石凝真素美、肝川神啓、本田親徳、など埋もれていた資料をつぎつぎに掲載した。これらは随時、出版社によって書籍化されていく。
1974年8月、SF雑誌『奇想天外』に、荒俣宏が神理研究会を紹介する記事を寄稿。1975年12月から76年3月にかけて三回、座談会の筆録が「さすら」に掲載され、76年12月『かみさまのおはなし』としてまとめられる。
1977年5月、『地球ロマン』復刊5号に言霊関係の資料で協力。同号に「さすら」誌の広告が掲載される。77年11月、第一回「さすらの集い」開催。笠井鎮夫、米津千之、田中初夫、など、約50名が参加。武田洋一、山本白鳥、神領國資も参加している。以後、毎月一回開催される。
1979年6月、松岡正剛編集の雑誌『遊』に寄稿。79年11月、武田編集の『迷宮』にインタビュー掲載。『迷宮』には毎号「さすら」関係の広告や告知が掲載されている。1980年、徳間書店の編集者・守屋汎に依頼され、武田が『かみさまのおはなし』を再編集。追加インタビューを行い、注釈を加えて、80年4月『神々の黙示録』が出版される。これにより、一般的な知名度が上がった（63歳）。
蔵書は約三万冊。学者など文化人との交流も多い。宗教的体験を描いた絵画を十数点遺しており、それらは死後複数の展覧会に出展されている。

## 逸話
- 『さすら』の誌名は、「大祓詞」の最後の方に出てくる「速佐須良比売」に由来する。禊の完成を意味するという。[14]
- 「大祓詞」で謎とされる「天津祝詞の太祝詞事（あまつのりとのふとのりとごと）」について、この部分には、祈願者の願い事を入れるという説を述べている。[15]
- 2006年に『ユダの福音書』が世に出る前から、ユダはイエスと同格の人物だったと言っていた。[16]
- 1975年、神官で歌人の鈴木重道は、祖父が授与された本田親徳の著作を持って金井を訪れる。それが「さすら」に掲載されはじめると、山雅房から申し出があり、『本田親徳全集』が出版されることになる。[17]

## 著書
- 『かみさまのおはなし』共著、神理研究会、1976年。（金井南龍、笠井鎮夫、米津千之[18]、筑糸正嗣、中西旭）
- 『神々の黙示録: 謎に包まれた神さま界のベールを剥ぐ』共著、徳間書店、1980年。[19]
- 『遊学大全：極本』共著、工作舎、1980年。（「時代のはざまに出たる空亡戦士」執筆）
- 『御蠱の蠱神：易神からの通信』、神理研究会、1996年。
- 『易類目録』、金井南龍編、神理研究会、1979年。
- 『先代旧事本紀大成経に関する調査中間報告・旧事本紀大成経と私・神道常識を養うのに必要な書籍』、金井三吉編著、神理研究会、1978年。

## 雑誌記事
- 「金井南龍インタヴュー：ネオ神道主義の一断面」（『迷宮』第２号、白馬書房、1979年）
- 「夢の垂直判断」（『遊』1007号、工作舎、1979年）
- 「金井南龍の神さま丸かじり放談」（『ゴッドマガジン』３号、徳間書店、1985年）
- 「職業を通して高天原へ：金井南龍さんに聞く」（『ナーム』昭和62年２月号、水書房、1987年）

## 発言記録
- 「ヘブライ研究座談会報告書」[20]

小笠原孝次主宰「ヘブライ研究会」での発言記録（昭和38年11月～昭和40年5月、全17回）。金井南龍は第7回（昭和39年5月24日、1964年）より参加。銀座のレストラン「八眞茂登（やまもと）」で開催された。金井の関係者や、親交のあった奥一夫（弁護士）も出席。小泉太志命との交流の様子や江ノ島岩屋洞窟参拝の記録もある。

## 展覧会
- 「金井南龍・成瀬杏子二人展」文藝春秋画廊（1986年2月17日～2月22日）
- 「第12回東京展」東京都美術館（1986年9月17日～10月3日）[21]
- 「龍の國・尾道 : その象徴と造形 : 開館20周年記念展」尾道市立美術館（2000年3月18日～5月7日）[22]
- 「スサノヲの到来－いのち、いかり、いのり」（主催：足利市立美術館、読売新聞社、美術館連絡協議会）[23]

・足利市立美術館（2014年10月18日～12月23日）・DIC川村記念美術館（2015年1月24日～3月22日）・北海道立函館美術館（2015年4月11日～5月24日）・山寺芭蕉記念館（2015年6月4日～7月21日）・渋谷区立松濤美術館（2015年8月8日～9月21日）
- 「表現の生態系：世界との関係をつくりかえる」アーツ前橋（2019年10月12日～2020年1月13日）[24]
- 「顕神の夢 ―幻視の表現者― 」展 （主催：顕神の夢展実行委員会、ほか）[25]

・川崎市岡本太郎美術館（2023年4月29日～6月25日）・足利市立美術館（2023年7月2日～8月17日）・久留米市美術館（2023年8月26日～10月15日）・町立久万美術館（2023年10月2１日～12月24日）・碧南市藤井達吉現代美術館（2024年1月5日～2月25日）

## 参考資料
- 図録『スサノヲの到来－いのち、いかり、いのり』読売新聞社、2014年。
- 図録『龍の國 尾道 : その象徴と造形』尾道市立美術館、2000年。
- 荒俣宏『神秘学マニア』集英社文庫、1994年。p.367
- 武田崇元「ムー前夜譚（３）／ ナマのオカルトで世界を批評せよ！ 『復刊地球ロマン』による”平地人”へのメッセージ」、ウェブマガジン『ムーCLUB』、ムーPLUS、2020/05/04。
- 『古神道の本』学研、1994年。
- 川島秀一「巫女がつくる歴史伝承：阿武隈山地の小手姫伝説」（『口承文芸研究』25号、日本口承文芸学会、2002）p.24
- 鎌田東二「スサノヲの到来展　新しい世界を切りひらく」徳島新聞（2014年12月1日付）文化面、“「鎌田教授のコラムが徳島新聞に掲載されました」京都大学こころの未来研究センター（2014/12/08）”. 2021年6月13日閲覧。
- 『表現の生態系』左右社、2019年。（アーツ前橋企画展「表現の生態系」コンセプトブック）
- 不二龍彦「神道系霊能者・金井南龍」（『ムー』2022年4月号、ワン・パブリッシング）
- 図録『顕神の夢—幻視の表現者』（顕神の夢展実行委員会、2023年）
- 松岡正剛の千夜千冊・1147夜 津城寛文『鎮魂行法論』。（参考書として『神々の黙示録』があげられている）